# TNFRSF21
Il recettore del fattore di necrosi tumorale 21, anche noto come DR6 (dall'acronimo in lingua inglese per death receptor 6), è una proteina recettoriale che, nell'essere umano, è codificata dal gene TNFRSF21 e fa parte della superfamiglia dei recettori del fattore di necrosi tumorale.

## Funzione
Tale recettore è in grado di indurre la morte cellulare programmata mediante l'avvio delle vie di trasduzione del segnale mediate da NF-κB e MAPK8/JNK; l'attivazione avviene tramite l'interazione tra il death domain del recettore è la proteina TRADD. Studi hanno suggerito che tale recettore abbia un ruolo nell'attivazione dei linfociti T helper e possa essere coinvolto nell'infiammazione e nella regolazione dei meccanismi immunitari.